# روما لگرد
روما لگرد (فرانسوی: Romain Lagarde‎؛ زادهٔ ۵ مارس ۱۹۹۷) بازیکن هندبال اهل فرانسه است.